# Guaiacum officinale
Guaiacum officinale är en pockenholtsväxtart som beskrevs av Carl von Linné. Guaiacum officinale ingår i släktet Guaiacum och familjen pockenholtsväxter. Inga underarter finns listade i Catalogue of Life.